# Davinson Sánchez
Davinson Sánchez Mina (Caloto, 12 giugno 1996) è un calciatore colombiano, difensore del Galatasaray e della nazionale colombiana.

## Caratteristiche tecniche
Difensore centrale molto forte fisicamente e abile nel gioco aereo. Agisce sul centro-destra nella difesa a quattro.

## Carriera

### Club

#### Gli inizi all'Atlético Nacional e il passaggio all'Ajax
Cresce calcisticamente nel settore giovanile del Atlético Nacional, dove fa il suo debutto in prima squadra il 27 ottobre 2013 nella partita di campionato contro il Boyacá Chicó.
Il 27 luglio 2016 vince la Copa Libertadores battendo in finale gli ecuadoriani dell'Independiente del Valle.
Il 21 giugno 2016 passa all'Ajax per cinque milioni, dove firma un contratto quinquennale. Il 2 ottobre seguente nella partita interna vinta 5-1 contro il PEC Zwolle segna le sue prime reti con la maglia dei Lancieri realizzando una doppietta.
Il 5 aprile 2017 segna in campionato una spettacolare rete in rovesciata nella partita vinta 4-1 in casa contro l'AZ Alkmaar.

#### Tottenham
Il 18 agosto 2017 viene acquistato per 40 milioni (più di 2 di bonus) dal Tottenham.

#### Galatasaray
Il 4 settembre 2023 viene ceduto al Galatasaray.

### Nazionale
Compie tutta la trafila delle nazionali giovanili, viene convocato per la prima volta in nazionale nel febbraio 2016 tuttavia senza mai scendere in campo. Nell'estate seguente viene convocato per la Copa América Centenario negli Stati Uniti dal CT José Pekerman, senza però mai scendere in campo.
Il suo debutto ufficiale in nazionale avviene il 15 novembre seguente, contro l'Argentina in una partita valida alla qualificazione al mondiale di Russia 2018, dove gioca da titolare tutti i novanta minuti. Viene poi convocato per la competizione iridata in cui i Cafeteros escono agli ottavi.
Il 20 novembre 2022, nell'amichevole vinta 2-0 contro il Paraguay, segna la sua prima rete con la nazionale.

## Statistiche

### Presenze e reti nei club
Statistiche aggiornate al 3 febbraio 2025
| Stagione                 | Squadra                  | Campionato               | Campionato | Campionato | Coppe nazionali | Coppe nazionali | Coppe nazionali | Coppe continentali | Coppe continentali | Coppe continentali | Altre coppe | Altre coppe | Altre coppe | Totale | Totale |
| Stagione                 | Squadra                  | Comp                     | Pres       | Reti       | Comp            | Pres            | Reti            | Comp               | Pres               | Reti               | Comp        | Pres        | Reti        | Pres   | Reti   |
| ------------------------ | ------------------------ | ------------------------ | ---------- | ---------- | --------------- | --------------- | --------------- | ------------------ | ------------------ | ------------------ | ----------- | ----------- | ----------- | ------ | ------ |
| 2013                     | Atlético Nacional        | CPA                      | 3          | 0          | CC              | 0               | 0               | -                  | -                  | -                  | -           | -           | -           | 3      | 0      |
| 2014                     | Atlético Nacional        | CPA                      | 2          | 0          | CC              | 2               | 0               | -                  | -                  | -                  | -           | -           | -           | 4      | 0      |
| 2015                     | Atlético Nacional        | CPA                      | 7          | 0          | CC              | 1               | 0               | -                  | -                  | -                  | -           | -           | -           | 8      | 0      |
| 2016                     | Atlético Nacional        | CPA                      | 14         | 0          | CC              | 2               | 0               | CL                 | 14                 | 1                  | -           | -           | -           | 30     | 1      |
| Totale Atlético Nacional | Totale Atlético Nacional | Totale Atlético Nacional | 26         | 0          |                 | 5               | 0               |                    | 14                 | 1                  |             | -           | -           | 45     | 1      |
| 2016-2017                | Ajax                     | ED                       | 32         | 6          | CO              | 0               | 0               | UCL+UEL            | 1+12               | 0                  | -           | -           | -           | 45     | 6      |
| lug.-ago. 2017           | Ajax                     | ED                       | 0          | 0          | CO              | 0               | 0               | UCL                | 2                  | 1                  | -           | -           | -           | 2      | 1      |
| Totale Ajax              | Totale Ajax              | Totale Ajax              | 32         | 6          |                 | 0               | 0               |                    | 15                 | 1                  |             | -           | -           | 47     | 7      |
| ago. 2017-2018           | Tottenham                | PL                       | 31         | 0          | FACup+CdL       | 0+2             | 0+0             | UCL                | 8                  | 0                  | -           | -           | -           | 41     | 0      |
| 2018-2019                | Tottenham                | PL                       | 23         | 1          | FACup+CdL       | 2+4             | 0+0             | UCL                | 8                  | 0                  | -           | -           | -           | 37     | 1      |
| 2019-2020                | Tottenham                | PL                       | 29         | 0          | FACup+CdL       | 4+1             | 0+0             | UCL                | 5                  | 0                  | -           | -           | -           | 39     | 1      |
| 2020-2021                | Tottenham                | PL                       | 18         | 0          | FACup+CdL       | 2+2             | 2+0             | UEL                | 10                 | 0                  | -           | -           | -           | 32     | 2      |
| 2021-2022                | Tottenham                | PL                       | 23         | 2          | FACup+CdL       | 1+5             | 0               | UECL               | 3                  | 0                  | -           | -           | -           | 32     | 2      |
| 2022-2023                | Tottenham                | PL                       | 18         | 0          | FACup+CdL       | 3+1             | 0               | UCL                | 2                  | 0                  | -           | -           | -           | 24     | 0      |
| ago. 2023                | Tottenham                | PL                       | 1          | 0          | FACup+CdL       | 0+1             | 0+0             | -                  | -                  | -                  | -           | -           | -           | 2      | 0      |
| Totale Tottenham         | Totale Tottenham         | Totale Tottenham         | 143        | 3          |                 | 28              | 2               |                    | 36                 | 0                  |             | -           | -           | 188    | 5      |
| 2023-2024                | Galatasaray              | SL                       | 23         | 2          | TK              | 3               | 1               | UCL+UEL            | 4+2                | 0                  | -           | -           | -           | 32     | 3      |
| 2024-2025                | Galatasaray              | SL                       | 19         | 2          | TK              | 1               | 1               | UEL                | 9                  | 1                  | -           | -           | -           | 29     | 4      |
| Totale Galatasaray       | Totale Galatasaray       | Totale Galatasaray       | 42         | 4          |                 | 4               | 2               |                    | 15                 | 1                  |             | -           | -           | 61     | 7      |
| Totale carriera          | Totale carriera          | Totale carriera          | 243        | 13         |                 | 36              | 4               |                    | 81                 | 3                  |             | -           | -           | 360    | 20     |

### Cronologia presenze e reti in nazionale
| Cronologia completa delle presenze e delle reti in nazionale ― Colombia | Cronologia completa delle presenze e delle reti in nazionale ― Colombia | Cronologia completa delle presenze e delle reti in nazionale ― Colombia | Cronologia completa delle presenze e delle reti in nazionale ― Colombia | Cronologia completa delle presenze e delle reti in nazionale ― Colombia | Cronologia completa delle presenze e delle reti in nazionale ― Colombia | Cronologia completa delle presenze e delle reti in nazionale ― Colombia | Cronologia completa delle presenze e delle reti in nazionale ― Colombia |
| Data                                                                    | Città                                                                   | In casa                                                                 | Risultato                                                               | Ospiti                                                                  | Competizione                                                            | Reti                                                                    | Note                                                                    |
| ----------------------------------------------------------------------- | ----------------------------------------------------------------------- | ----------------------------------------------------------------------- | ----------------------------------------------------------------------- | ----------------------------------------------------------------------- | ----------------------------------------------------------------------- | ----------------------------------------------------------------------- | ----------------------------------------------------------------------- |
| 16-11-2016                                                              | San Juan                                                                | Argentina                                                               | 3 – 0                                                                   | Colombia                                                                | Qual. Mondiali 2018                                                     | -                                                                       |                                                                         |
| 7-6-2017                                                                | Murcia                                                                  | Spagna                                                                  | 2 – 2                                                                   | Colombia                                                                | Amichevole                                                              | -                                                                       | 45’ 46’                                                                 |
| 5-9-2017                                                                | Barranquilla                                                            | Colombia                                                                | 1 – 1                                                                   | Brasile                                                                 | Qual. Mondiali 2018                                                     | -                                                                       |                                                                         |
| 6-10-2017                                                               | Barranquilla                                                            | Colombia                                                                | 1 – 2                                                                   | Paraguay                                                                | Qual. Mondiali 2018                                                     | -                                                                       |                                                                         |
| 11-10-2017                                                              | Lima                                                                    | Perù                                                                    | 1 – 1                                                                   | Colombia                                                                | Qual. Mondiali 2018                                                     | -                                                                       |                                                                         |
| 10-11-2017                                                              | Suwon                                                                   | Corea del Sud                                                           | 2 – 1                                                                   | Colombia                                                                | Amichevole                                                              | -                                                                       |                                                                         |
| 14-11-2017                                                              | Chongqing                                                               | Cina                                                                    | 0 – 4                                                                   | Colombia                                                                | Amichevole                                                              | -                                                                       | 72’                                                                     |
| 23-3-2018                                                               | Saint-Denis                                                             | Francia                                                                 | 2 – 3                                                                   | Colombia                                                                | Amichevole                                                              | -                                                                       |                                                                         |
| 1-6-2018                                                                | Bergamo                                                                 | Egitto                                                                  | 0 – 0                                                                   | Colombia                                                                | Amichevole                                                              | -                                                                       |                                                                         |
| 19-6-2018                                                               | Saransk                                                                 | Colombia                                                                | 1 – 2                                                                   | Giappone                                                                | Mondiali 2018 - 1º turno                                                | -                                                                       |                                                                         |
| 24-6-2018                                                               | Kazan'                                                                  | Polonia                                                                 | 0 – 3                                                                   | Colombia                                                                | Mondiali 2018 - 1º turno                                                | -                                                                       |                                                                         |
| 28-6-2018                                                               | Samara                                                                  | Senegal                                                                 | 0 – 1                                                                   | Colombia                                                                | Mondiali 2018 - 1º turno                                                | -                                                                       |                                                                         |
| 3-7-2018                                                                | Tušino                                                                  | Colombia                                                                | 1 – 1 dts (3 – 4 dtr)                                                   | Inghilterra                                                             | Mondiali 2018 - Ottavi di finale                                        | -                                                                       |                                                                         |
| 7-9-2018                                                                | Miami                                                                   | Venezuela                                                               | 1 – 2                                                                   | Colombia                                                                | Amichevole                                                              | -                                                                       |                                                                         |
| 11-9-2018                                                               | East Rutherford                                                         | Argentina                                                               | 0 – 0                                                                   | Colombia                                                                | Amichevole                                                              | -                                                                       |                                                                         |
| 12-10-2018                                                              | Tampa                                                                   | Stati Uniti                                                             | 2 – 4                                                                   | Colombia                                                                | Amichevole                                                              | -                                                                       |                                                                         |
| 17-10-2018                                                              | Harrison                                                                | Colombia                                                                | 3 – 1                                                                   | Costa Rica                                                              | Amichevole                                                              | -                                                                       |                                                                         |
| 22-3-2019                                                               | Yokohama                                                                | Giappone                                                                | 0 – 1                                                                   | Colombia                                                                | Amichevole                                                              | -                                                                       |                                                                         |
| 26-3-2019                                                               | Seul                                                                    | Corea del Sud                                                           | 2 – 1                                                                   | Colombia                                                                | Amichevole                                                              | -                                                                       |                                                                         |
| 9-6-2019                                                                | Lima                                                                    | Perù                                                                    | 0 – 3                                                                   | Colombia                                                                | Amichevole                                                              | -                                                                       | 55’                                                                     |
| 15-6-2019                                                               | Salvador de Bahia                                                       | Argentina                                                               | 0 – 2                                                                   | Colombia                                                                | Coppa America 2019 - 1º turno                                           | -                                                                       |                                                                         |
| 19-6-2019                                                               | San Paolo                                                               | Colombia                                                                | 1 – 0                                                                   | Qatar                                                                   | Coppa America 2019 - 1º turno                                           | -                                                                       |                                                                         |
| 29-6-2016                                                               | San Paolo                                                               | Colombia                                                                | 0 – 0 (4 – 5 dtr)                                                       | Cile                                                                    | Coppa America 2019 - Quarti di finale                                   | -                                                                       |                                                                         |
| 7-9-2019                                                                | Miami Gardens                                                           | Brasile                                                                 | 2 – 2                                                                   | Colombia                                                                | Amichevole                                                              | -                                                                       |                                                                         |
| 10-9-2019                                                               | Tampa                                                                   | Colombia                                                                | 0 – 0                                                                   | Venezuela                                                               | Amichevole                                                              | -                                                                       | 56’                                                                     |
| 12-10-2019                                                              | Alicante                                                                | Colombia                                                                | 0 – 0                                                                   | Cile                                                                    | Amichevole                                                              | -                                                                       |                                                                         |
| 15-10-2019                                                              | Lilla                                                                   | Algeria                                                                 | 3 – 0                                                                   | Colombia                                                                | Amichevole                                                              | -                                                                       | 40’                                                                     |
| 16-11-2019                                                              | Miami Gardens                                                           | Colombia                                                                | 1 – 0                                                                   | Perù                                                                    | Amichevole                                                              | -                                                                       |                                                                         |
| 19-11-2019                                                              | Harrison                                                                | Ecuador                                                                 | 0 – 1                                                                   | Colombia                                                                | Amichevole                                                              | -                                                                       | 46’                                                                     |
| 9-10-2020                                                               | Barranquilla                                                            | Colombia                                                                | 3 – 0                                                                   | Venezuela                                                               | Qual. Mondiali 2022                                                     | -                                                                       |                                                                         |
| 13-10-2020                                                              | Santiago del Cile                                                       | Cile                                                                    | 2 – 2                                                                   | Colombia                                                                | Qual. Mondiali 2022                                                     | -                                                                       | 67’                                                                     |
| 17-11-2020                                                              | Quito                                                                   | Ecuador                                                                 | 6 – 1                                                                   | Colombia                                                                | Qual. Mondiali 2022                                                     | -                                                                       |                                                                         |
| 3-6-2021                                                                | Lima                                                                    | Perù                                                                    | 0 – 3                                                                   | Colombia                                                                | Qual. Mondiali 2022                                                     | -                                                                       |                                                                         |
| 8-6-2021                                                                | Barranquilla                                                            | Colombia                                                                | 2 – 2                                                                   | Argentina                                                               | Qual. Mondiali 2022                                                     | -                                                                       |                                                                         |
| 13-6-2021                                                               | Cuiabá                                                                  | Colombia                                                                | 1 – 0                                                                   | Ecuador                                                                 | Coppa America 2021 - 1º turno                                           | -                                                                       | 82’                                                                     |
| 17-6-2021                                                               | Goiânia                                                                 | Colombia                                                                | 0 – 0                                                                   | Venezuela                                                               | Coppa America 2021 - 1º turno                                           | -                                                                       |                                                                         |
| 20-6-2021                                                               | Goiânia                                                                 | Colombia                                                                | 1 – 2                                                                   | Perù                                                                    | Coppa America 2021 - 1º turno                                           | -                                                                       |                                                                         |
| 23-6-2021                                                               | Rio de Janeiro                                                          | Brasile                                                                 | 2 – 1                                                                   | Colombia                                                                | Coppa America 2021 - 1º turno                                           | -                                                                       |                                                                         |
| 3-7-2021                                                                | Brasilia                                                                | Uruguay                                                                 | 0 – 0 (2 – 4 dtr)                                                       | Colombia                                                                | Coppa America 2021 - Quarti di finale                                   | -                                                                       |                                                                         |
| 6-7-2021                                                                | Brasilia                                                                | Argentina                                                               | 1 – 1 (3 – 2 dtr)                                                       | Colombia                                                                | Coppa America 2021 - Semifinale                                         | -                                                                       |                                                                         |
| 9-7-2021                                                                | Brasilia                                                                | Colombia                                                                | 3 – 2                                                                   | Perù                                                                    | Coppa America 2021 - Finale 3º posto                                    | -                                                                       | 55’                                                                     |
| 2-9-2021                                                                | La Paz                                                                  | Bolivia                                                                 | 1 – 1                                                                   | Colombia                                                                | Qual. Mondiali 2022                                                     | -                                                                       |                                                                         |
| 5-9-2021                                                                | Asunción                                                                | Paraguay                                                                | 1 – 1                                                                   | Colombia                                                                | Qual. Mondiali 2022                                                     | -                                                                       |                                                                         |
| 11-11-2021                                                              | San Paolo                                                               | Brasile                                                                 | 1 – 0                                                                   | Colombia                                                                | Qual. Mondiali 2022                                                     | -                                                                       |                                                                         |
| 16-11-2021                                                              | Barranquilla                                                            | Colombia                                                                | 0 – 0                                                                   | Paraguay                                                                | Qual. Mondiali 2022                                                     | -                                                                       |                                                                         |
| 28-1-2022                                                               | Barranquilla                                                            | Colombia                                                                | 0 – 1                                                                   | Perù                                                                    | Qual. Mondiali 2022                                                     | -                                                                       |                                                                         |
| 1-2-2022                                                                | Córdoba                                                                 | Argentina                                                               | 1 – 0                                                                   | Colombia                                                                | Qual. Mondiali 2022                                                     | -                                                                       | 90’                                                                     |
| 29-3-2022                                                               | Ciudad Guayana                                                          | Venezuela                                                               | 0 – 1                                                                   | Colombia                                                                | Qual. Mondiali 2022                                                     | -                                                                       |                                                                         |
| 5-6-2022                                                                | Murcia                                                                  | Arabia Saudita                                                          | 0 – 1                                                                   | Colombia                                                                | Amichevole                                                              | -                                                                       |                                                                         |
| 28-9-2022                                                               | Santa Clara                                                             | Messico                                                                 | 2 – 3                                                                   | Colombia                                                                | Amichevole                                                              | -                                                                       |                                                                         |
| 20-11-2022                                                              | Fort Lauderdale                                                         | Colombia                                                                | 2 – 0                                                                   | Paraguay                                                                | Amichevole                                                              | 1                                                                       | 61’                                                                     |
| 28-3-2023                                                               | Ōsaka                                                                   | Giappone                                                                | 1 – 2                                                                   | Colombia                                                                | Amichevole                                                              | -                                                                       |                                                                         |
| 16-6-2023                                                               | Valencia                                                                | Colombia                                                                | 1 – 0                                                                   | Iraq                                                                    | Amichevole                                                              | -                                                                       |                                                                         |
| 20-6-2023                                                               | Gelsenkirchen                                                           | Germania                                                                | 0 – 2                                                                   | Colombia                                                                | Amichevole                                                              | -                                                                       | 90+4’                                                                   |
| 12-9-2023                                                               | Santiago del Cile                                                       | Cile                                                                    | 0 – 0                                                                   | Colombia                                                                | Qual. Mondiali 2026                                                     | -                                                                       | 23’                                                                     |
| 12-10-2023                                                              | Barranquilla                                                            | Colombia                                                                | 2 – 2                                                                   | Uruguay                                                                 | Qual. Mondiali 2026                                                     | -                                                                       |                                                                         |
| 17-10-2023                                                              | Quito                                                                   | Ecuador                                                                 | 0 – 0                                                                   | Colombia                                                                | Qual. Mondiali 2026                                                     | -                                                                       | 25’                                                                     |
| 16-11-2023                                                              | Barranquilla                                                            | Colombia                                                                | 2 – 1                                                                   | Brasile                                                                 | Qual. Mondiali 2026                                                     | -                                                                       | 20’                                                                     |
| 8-6-2024                                                                | Landover                                                                | Stati Uniti                                                             | 1 – 5                                                                   | Colombia                                                                | Amichevole                                                              | -                                                                       |                                                                         |
| 24-6-2024                                                               | Houston                                                                 | Colombia                                                                | 2 – 1                                                                   | Paraguay                                                                | Coppa America 2024 - 1º turno                                           | -                                                                       |                                                                         |
| 28-6-2024                                                               | Glendale                                                                | Colombia                                                                | 3 – 0                                                                   | Costa Rica                                                              | Coppa America 2024 - 1º turno                                           | 1                                                                       |                                                                         |
| 2-7-2024                                                                | Santa Clara                                                             | Brasile                                                                 | 1 – 1                                                                   | Colombia                                                                | Coppa America 2024 - 1º turno                                           | -                                                                       |                                                                         |
| 6-7-2024                                                                | Glendale                                                                | Colombia                                                                | 5 – 0                                                                   | Panama                                                                  | Coppa America 2024 - Quarti di finale                                   | -                                                                       |                                                                         |
| 10-7-2024                                                               | Charlotte                                                               | Uruguay                                                                 | 0 – 1                                                                   | Colombia                                                                | Coppa America 2024 - Semifinale                                         | -                                                                       |                                                                         |
| 14-7-2024                                                               | Miami Gardens                                                           | Argentina                                                               | 1 – 0 dts                                                               | Colombia                                                                | Coppa America 2024 - Finale                                             | -                                                                       |                                                                         |
| 15-10-2024                                                              | Barranquilla                                                            | Colombia                                                                | 4 – 0                                                                   | Cile                                                                    | Qual. Mondiali 2026                                                     | 1                                                                       |                                                                         |
| 15-11-2024                                                              | Montevideo                                                              | Uruguay                                                                 | 3 – 2                                                                   | Colombia                                                                | Qual. Mondiali 2026                                                     | -                                                                       | [ 14 ]                                                                  |
| 19-11-2024                                                              | Barranquilla                                                            | Colombia                                                                | 0 – 1                                                                   | Ecuador                                                                 | Qual. Mondiali 2026                                                     | -                                                                       |                                                                         |
| 20-3-2025                                                               | Brasilia                                                                | Brasile                                                                 | 2 – 1                                                                   | Colombia                                                                | Qual. Mondiali 2026                                                     | -                                                                       | 75’                                                                     |
| 6-6-2025                                                                | Barranquilla                                                            | Colombia                                                                | 0 – 0                                                                   | Perù                                                                    | Qual. Mondiali 2026                                                     | -                                                                       |                                                                         |
| 10-6-2025                                                               | Buenos Aires                                                            | Argentina                                                               | 1 – 1                                                                   | Colombia                                                                | Qual. Mondiali 2026                                                     | -                                                                       | 72’                                                                     |
| Totale                                                                  |                                                                         | Presenze                                                                | 71                                                                      |                                                                         | Reti                                                                    | 3                                                                       |                                                                         |

## Palmarès

### Club

#### Competizioni nazionali
- Campionato colombiano: 4

Atlético Nacional: Apertura 2013, 2014 - Clausura 2013, 2015
- Copa Colombia: 2

Atlético Nacional: 2012, 2013
- Súper Liga: 2

Atlético Nacional: 2013, 2016
- Supercoppa di Turchia: 1

Galatasaray: 2023
- Campionato turco: 2

Galatasaray: 2023-2024, 2024-2025
- Coppa di Turchia: 1

Galatasaray: 2024-2025

#### Competizioni internazionali
- Coppa Libertadores: 1

Atlético Nacional: 2016

### Individuale
- Squadre del torneo della Copa América: 1

Stati Uniti 2024